# Leedvermaak (film)
Leedvermaak is een Nederlandse film uit 1989 van Frans Weisz. Het verhaal is gebaseerd op een toneelstuk van Judith Herzberg.
De film heeft als alternatieve en internationale titels Polonaise en Leas Hochzeit (Dui).

## Verhaal
De dochter Lea van een Joods echtpaar dat Auschwitz overleefde bereidt zich voor op een huwelijk met een arts, Nico. De ouders Ada en Simon willen als gift de huwelijksplechtigheid organiseren op hun landgoed. Tussen de uitgenodigde gasten is een vrouw die hun kind als pleegkind gedurende de Nazi bezetting heeft verzorgd. In plaats van dat de moeder dankbaar is jegens deze vrouw, is zij jaloers op haar. Het bruiloftsfeest wordt overschaduwd door herinneringen aan de holocaust. Op de achtergrond van dit schijnbaar vrolijke feest blijkt het persoonlijke verleden van alle betrokkenen zo'n belangrijke rol te spelen dat het niemand lukt om echt feest te vieren.

## Rolverdeling
| Acteur                    | Personage |
| ------------------------- | --------- |
| Catherine ten Bruggencate | Lea       |
| Pierre Bokma              | Nico      |
| Edwin de Vries            | Hans      |
| Kitty Courbois            | Ada       |
| Peter Oosthoek            | Simon     |
| Sigrid Koetse             | Duijfje   |
| Rijk de Gooyer            | Zwart     |
| Annet Nieuwenhuyzen       | Riet      |
| Marjon Brandsma           | Dory      |
| Hugo Haenen               | Alexander |
| Margo Dames               | Janna     |
| Ingeborg Loedeman         | Pien      |
| Hugo Koolschijn           | Daniël    |